# Staranzano
Die Gemeinde Staranzano mit 7148 Einwohnern (Stand 31. Dezember 2023) liegt in Nordost-Italien in der Region Friaul-Julisch Venetien nahe der Mündung des Isonzo.

## Geographie
Die Gemeinde umfasst neben dem Hauptort Staranzano zehn weitere Ortschaften und Weiler:
- Alberoni
- Bistrigna
- Bonifica del Brancolo
- Bosco Grande
- Dobbia
- Le Coloschie
- Lido di Staranzano
- Punta Sdobba
- Quarantia
- Villaraspa

Nachbargemeinden sind Grado, Monfalcone, Ronchi dei Legionari und  San Canzian d’Isonzo.

## Geschichte
Die Gemeinde war bis zum Ende des Ersten Weltkriegs Teil der Grafschaft Görz und Gradisca, wobei sie dem Gerichtsbezirk Monfalcone unterstellt war, der wiederum Teil des Bezirks Monfalcone war.

## Persönlichkeiten
- Giovanni Maier (* 1965), in Staranzano geborener Jazz-Bassist und Komponist